# Cloreto de cobre(I)
Cloreto de cobre (I) ou cloreto cuproso, é um composto químico inorgânico de fórmula CuCl. Apresenta-se como um sólido incolor. É um precursor para outros compostos de cobre, incluindo alguns de significância comercial. Ocorre naturalmente como o mineral raro nantokita. Diferentemente de outros haletos de metais de transição da primeira linha da tabela periódica, forma complexos com monóxido de carbono.
1. ↑  Pradyot Patnaik. Handbook of Inorganic Chemicals. McGraw-Hill, 2002, ISBN 0-07-049439-8